# إولميدان

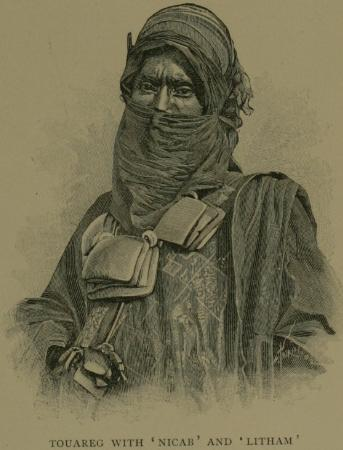

إِوِلِّميدان واحدة من أكبر سبع سلطنات طارقية، مجتمع السلطنة تاريخيا بدوي مختلط بمجموعات عرقية أخرى، سلطنة إولميدان تحتل منطقة واسعة تمتد من شرق وشمال وسط مالي، حتى وادي أزواغ، بالإضافة إلى جنوب غربي النيجر. منذ القرن التاسع عشر انقسمت السلطنة إلى قسمين، هما: كل أترام (الغرب)، وكل دينيك (الشرق). بعد الاستعمار الفرنسي وحقبة الاستقلال، أصبح إولميدان ينتشرون عبر حدود كل من مالي والنيجر، بالإضافة إلى بوركينا فاسو. يتحدث إولميدان تاولميت لهجة من لهجات تماجق ، بالرغم من أن بعض قبائل السلطنة تتحدث لهجات طارقية أخرى، بالإضافة إلى لغات السونغاي، ولهجات عربية.

## التقسيمات

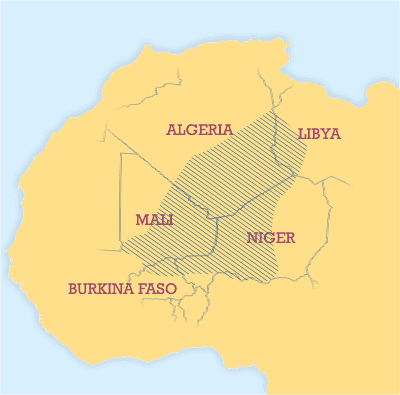
المناطق التي تعيشُ فيها نسبة مُعتبرة من الطوارق

يعود تقسيم إولميدان إلى كل أترام وكل دينيك على الأقل إلى القرن التاسع عشر، وربما قبل ذلك بقرن. بقيت السلطنة مقسمة تحت سيطرة الاستعمار الفرنسي، حيث عين زعيم رسمي لـ«كل دينيك» في النيجر، بينما بعد عام 1916 م كل أترام قسموا تحت إمرة عدد من المشائخ الذين اختيروا من قبل الإدارة الاستعمارية الرسمية. بقي تقسيم إولميدان إلى قسمين كل أترام وكل دينيك إلى ما بعد الفترة الاستعمارية.
كل أترام يتمركزون في بلدة منكا في مالي، ومن قبائلهم النبيلة إغتافن وتهابناتن. أما كل دينيك يتمركزون في أزواغ قرب طاوة. قبائلهم النبيلة الرئيسة، تضم: تلميديس، وإيخيرخيرن، وتقرمت، وإراولن. وأما قبيلة كل نان النبيلة فمنها يكون زعيم السلطنة، والزعيم يختار من قبل شيوخ القبائل في السلطنة.
كل أترام وكل دينيك كلهم كانوا رعاة، حيث تأخذهم هجرتهم شمال الصحراء خلال موسم الأمطار، ونحو الجنوب في موسم الجفاف باتجاه بوركينا فاسو ونيجيريا. مثل كل سلطنات الطوارق، مجتمع السلطنة يتكون من طبقات اجتماعية، التي ينضوي تحتها عدد من القبائل، التي يقتصر بعضها على طبقات محددة. قبائل الطبقة الحاكمة تقود السلطنة الضخمة، وتنظم الهجرة الموسمية، والتجارة، والرعي، والحرب، والواجبات الدينية. الطبقات الوضيعة، والقبائل التي تتكون من مجموعات تابعة للقبائل النبيلة، غالبا ما تكون مستقرة، وليست جزءا من السلطنة، حتى لو كانت القبائل النبيلة جزءا من السلطنة، كما هو الحال مع إولميدان. بالإضافة إلى ذلك فإن السلطنة قد تضم حلفاء ليسوا من الطوارق، مثل، بعض القبائل المحلية العربية.

## التاريخ
قبائل الطوارق انتقلت جنوبا نحو ما يعرف اليوم بمالي والنيجر تقريبا في القرن الحادي عشر الميلادي، وكانت سلطنة إوليمدان قد تأسست جنوب وشرق جبال أدرار إيفوغاس بحلول القرن السابع عشر الميلادي. تؤيد الروايات الشفاهية حدوث صراع بين إولميدان و«كل تادمكت»، ولكنها تعارض إزاحة إولميدان من جبال أدرار إيفوغاس من قبل خصومهم كل تادمكت نحو المنطقة الواقعة جنوب وغرب السلسلة الجبلية. بغض النظر عن ذلك، بحلول منتصف القرن الخامس عشر الميلادي، تمكن إولميدان من السيطرة على المنطقة الممتدة من بحيرة فاقوبين وشمال تمبكتو، وشرقها في ما يعرف اليوم بمنطقة غاوة، إلى أزواغ في النيجر على طول الطريق المحاذي لجبال آير.
بمشاركة قبائل إولميدان كل أترام في الصراع الطويل مع الفاتحين المغاربة لإمبراطورية سونغاي في القرن الخامس عشر الميلادي، فإنها بنهاية المطاف فرضت حكمها بصورة غير مباشرة على تمبكتو، جنب إلى جنب مع نهر النيجر من دلتهاه الداخلية حتى بلدة ساي. كل أترام أبعدوا من تمبكتو فقط في عام 1826 م من قبل إمبراطورية ماسينا الفولانية، لكنهم أبقوا على منطقة كبيرة شمال تمبكتو تحت سيطرتهم.
في زمن الاستعمار الفرنسي لمنطقتهم في نهاية القرن التاسع عشر، كان إولميدان هم المسيطرون على كل المنطقة الواقعة غرب النيجر وشرق مالي، نزولا إلى منحنى نهر النيجر، وكانوا كذلك يحكمون السيطرة على مستوطنات للسونغاي. بعد هزيمتهم على يد الفرنسيين عقب سيطرتهم على تمبكتو عام 1894 م، تعهد زعيمهم بعدم الاعتداء على الفرنسيين عام 1896 م، وأعلن سلاما نهائيا عام 1903 م. في نفس الوقت كان الفرنسيون مركزين على حربهم مع كل آضاغ في الشمال. في غضون عقد، انقلبت الأدوار، عندما ساعد كل آضاغ في إخماد ثورة 1914 - 1916 م التي قام بها إولميدان وقبائل متحالفة معهم تحت قيادة زعيمهم فيهرون. مقاومتهم للاستعمار الفرنسي كلفتهم غاليا، بمقتل الكثير من أفراد الطبقة النبيلة المحاربة، وتفضيل كيدال بنهاية المتطاف التي أسسها كل آضاغ من قبل الإدارة الاستعمارية. العديد من العناصر من إولميدان كل أترام دمرت بنهاية الأمر من قبل قوات الاستعمار الفرنسي، مما أضعف السلطنة بالتالي.
إولميدان كل دينيك وطنهم التاريخي النيجر. عندما حل الجفاف بين عامي 1972 م و1982 م أجبروا على الهجرة نحو الجنوب صوب نيجيريا بحثا عن العشب لقطعانهم. في النهاية العديد منهم انتقلوا قريبا من المناطق المأهولة بالسكان. هؤلاء الطوارق يقيمون في ضواحي المدن شمال نيجيريا، والعديد منهم لم يعدوا أبدا لوطنهم. في السبعينات عدد كبير من الطوارق كانوا لاجئين، العديد منهم كانوا من إولميدان، حيث كانوا يقيمون في مخيمات اللجوء جنوب النيجر، معظمها في لازيرت شمال شرقي العاصمة نيامي، مع مرور الوقت أصبحت هذه المخيمات حيا دائما داخل العاصمة نيامي.